# Познањски јун
Познањски јун (пољ. Poznański Czerwiec), догађај познат и под називом Познањски устанак или Познањски протести, били су први масовни протести против Владе Народне Републике Пољске. Демонстрације радниника почеле су 28. јуна 1956. године захтјевајући боље услове рада у фабрици H. Cegielski – Poznań и наишли су на насилне репресије.
Група од 100.000 људи окупила се у центру града поред локалне зграде министарства унутрашњих послова. Око 390 тенкова и 10.000 војника Пољске народне армије и Унутрашњег безбједосног корпуса под командом пољско-совјетског генерала Станислава Поплавског имало је наређење да угуше демонстрације и током пацификације пуцају по народу.
Број погинулих се процјењује између 57 и преко стотину људи, укључујући тринаестогодишњег дјечака, Романа Стрзалковског. Стотине људи су задобили повреде. Познањски протести били су важна прекретница на путу ка смањењу совјетске контроле над Пољском у октобру.